# Banovina Vrbas

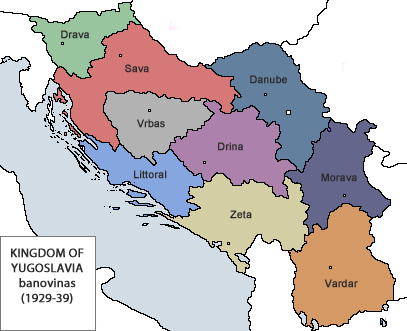
Harta banovinelor iugoslave din 1929

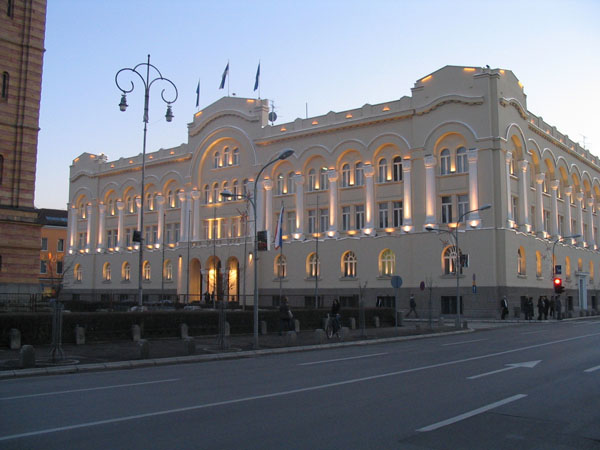
Sediul administrativ al Banovinei, astăzi Primăria Banja Luka

Banovina Vrbas sau Banatul Vrbas (în  sârbocroată Vrbaska banovina / Врбаска бановина) a fost o provincie (banovina) a Regatului Iugoslaviei între 1929 și 1941. A fost numită după râul Vrbas și a fost formată în mare parte din teritoriul din vestul Bosniei (parte din Bosnia și Herțegovina istorică și actuală), cu capitala la Banja Luka. Districtul Dvor din actuala Croație a făcut parte și din Banovina Vrbas.

## Populație
Populația din Banovina Vrbas în 1931 era de 1.037.382 de oameni. Cele mai numeroase grupuri religioase au fost creștinii ortodocși cu 600.529 de persoane (58%), apoi musulmanii cu 250.265 de persoane (24%), iar în cele din urmă romano-catolici cu 172.787 de persoane (17%). 

## Istorie
În 1939, o mică parte din Banovina Vrbas cu o majoritate croată (Derventa și Gradačac) din nord-est a fost detașată și a făcut parte din nou formată Banovina Croației. 
În 1941, Puterile Axei din cel de-al doilea război mondial au ocupat Banovina Vrbas, iar provincia a fost desființată și atașată statului independent Croația nou creat. În urma celui de-al Doilea Război Mondial, cea mai mare parte a regiunii a devenit parte a Republicii Socialiste Bosnia și Herțegovina în cadrul unei Iugoslavii socialiste federale. Districtul Dvor a fost integrat în Republica Socialistă Croația. 
Începând cu 1992, zona fostei provincii a fost împărțită între Republika Srpska și Federația Bosniei și Herțegovinei în Bosnia și Herțegovina independentă. 

## Lista banilor din Banovina Vrbas
- Svetislav Milosavljević (1929–1934)
- Dragoslav Đorđević (1934–1935)
- Bogoljub Kujundžić (1935–1937)
- Todor Lazarević (1937–1938)
- Petar Cvetković (1938–1939)
- Gojko Ružić (1939–1941)
- Nikola Stojanović (1941)

## Orașe și comune
- Banja Luka (capitala)
- Bihać
- Bosanska Dubica
- Bosanska Gradiška
- Bosanska Kostajnica
- Bosanski Novi
- Bosanski Petrovac
- Bosansko Grahovo
- Cazin
- Derventa (din 1939 la Banovina Croatia)
- Doboj
- Donji Vakuf
- Drvar
- Dvor
- Glamoč
- Gračanica
- Gradačac (din 1939 la Banovina Croatia)
- Jajce
- Ključ
- Kotor Varoš
- Maglaj
- Modriča (din 1939 la Banovina Croatia)
- Mrkonjić Grad
- Prijedor
- Prnjavor
- Sanski Most
- Teslić
- Tešanj